# O duminică în familie
O duminică în familie (titlul original: Ecce Homo Homolka) este un film de comedie cehoslovac, realizat în 1969 de regizorul Jaroslav Papoušek având protagoniști actorii Josef Šebánek, Marie Motlová, František Husák, Helena Růžičková. În film joacă și cei doi copii gemeni ai regizorului Milos Forman, Petr Forman și Matěj Forman. Este primul film din trilogia familiei „Homolka” și face parte din noul val cehoslovac.

## Conținut
Familia Homolka și-a găsit locul de recreere, demn de un popas duminical, un petec de iarbă la umbra copacilor, aproape de apa unui pârâu. Au venit asemenea altora, să-și petreacă ziua de sărbătoare la aer liber, în pădure. Caută bureți, au pus vinul la rece, tata și copii se scaldă, mama și-a adus aminte că a făcut cândva balet si acum, deși teribil de grasă, zburdă cu mișcări grațioase. Bunicul și bunica dorm în tihnă pe pătură. Totul pare frumos și mai ales nevinovat. Dar pacea familială e spartă de un strigăt: Ajutor! Ajutor! Undeva în pădure cineva este în primejdie. Nimeni însă din cei aflați în mijlocul naturii nu încearcă să afle ce s-a întâmplat. Nimeni nu vrea sa aibă de-a face cu lucruri neobișnuite, periculoase. Acel „strigăt” nu face parte din familie, nu face parte din nici o familie. Așa că. rând pe rând, găsesc că-i mai sănătos să părăsească locul. Fug cu toții, fuge și familia. 
Din ambianța deschisă a pădurii, uitând, de parcă nici n-ar fi existat, Strigătul, evenimentul tragic ce s-a petrecut poate în preajmă, locul acțiunii se mută într-un spațiu închis: apartamentul familiei, loc cu pregnante urme de matriarhat modern, dominat de gospodine. Aici tot ce se petrece, și se petrec destule lucruri: se discută despre televizor, se aranjează mereu o icoană ce stă strâmb pe perete, se încropesc comentarii despre fotbal, se iscă certuri și se alină împăcări, totul, până la scena finală în care întreaga familie dansează ca s-o îmbuneze pe mama care a vrut cândva să fie dansatoare, dezvăluie o mentalitate adânc cuibărită și justificabilă a unei lumi, mentalitate care îi ține departe de evenimente, îi face să nu participe la nimic din ceea ce se petrece dincolo de cei patru pereți familiari. 
Faptele dovedesc că acolo, în pădure, nu puteau să se comporte altfel, nu puteau să sară nimănui în ajutor, pentru că, învăluiți în propriile probleme, mici dar corozive, ei sunt angrenați într-o rutină zilnică din care ei nu vor putea ieși niciodată. 

## Distribuție
- Josef Sebánek - bunicul Homolka
- Marie Motlová - bunica Homolka
- František Husák - Ludva, tatăl gemenilor
- Helena Růžičková -  nora Hedus, mama gemenilor
- Petr Forman - geamănul Péta
- Matej Forman - geamănul Máta
- Yvonne Kodonová - Pavlínka
- Miroslav Jelínek - Jirka
- Jiří Dedík - bărbatul din mașină
- Růžena Pružinová
- Karel Fridrich - bărbatul din fereastră